# Mali Żerebky
Mali Żerebky (ukr. Малі Жеребки, hist. pol. Żerebki Małe) – wieś na Ukrainie, w obwodzie chmielnickim, w rejonie chmielnickim, w hromadzie Teofipol. W 2001 liczyła 136 mieszkańców.